# Donau-Bodensee-Weg
De Donau-Bodensee-Weg is een lusvormige langeafstandsfietsroute in Duitsland. De route verbindt de rivier de Donau met de Bodensee. Het traject is bewegwijzerd in twee richtingen.

## Traject
De route start en eindigt in Ulm aan de Donau waar de EuroVelo EV6 Atlantische kust naar de Zwarte Zee, de Donauradweg, de Iller-Radweg en de Alb-Neckar-Weg kunnen worden opgepakt. In Laupheim kan er worden gekozen voor een westelijke route en een oostelijke route. De westelijke route van de lus loopt over Saulgau naar Immenstaad am Bodensee. De oostelijke route loopt over Bad Wurzach naar Kressbronn am Bodensee. Bij Bad Wurzach is er een variant naar Bad Waldsee. 
Tussen Immenstaad en Kressbronn loopt de route parallel met de Bodensee-Radweg. 

## Aansluitingen met Europese fietsroutes
- In Ulm kan worden aangesloten op de EuroVelo EV6 Atlantische kust naar de Zwarte Zee.

## Aansluitingen met andere fietsroutes
- In Ulm kan worden aangesloten op de Donauradweg.
- In Ulm kan worden aangesloten op de Iller-Radweg.
- Tussen Kressbronn am Bodensee en Immenstaad am Bodensee loopt de route parallel met de Bodensee-Radweg.